# RJ-45

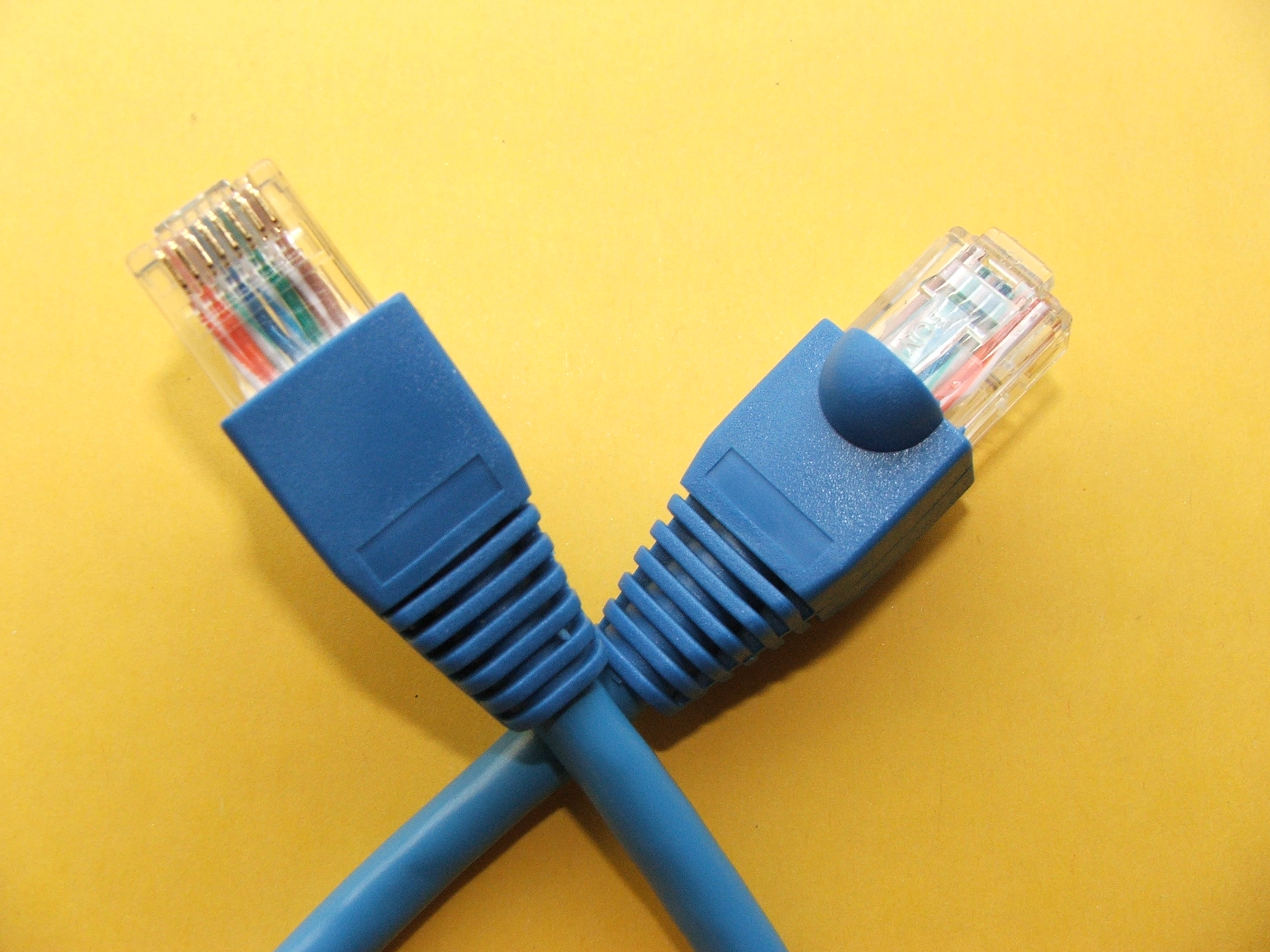
RJ-45-connectors

Een RJ-45 connector (RJ = Registered Jack, geregistreerde insteekplug) is een achtpolige modulaire connector die vooral gebruikt wordt voor twisted-pair-ethernetverbindingen en ISDN-telefonie, maar ook voor RS-232 en RS-485.
Afhankelijk van de toepassing is een andere benaming 8P8C (acht positions/posities, acht conductors/geleiders), 8P6C of 8P4C (bijvoorbeeld ISDN).
NB: Oorspronkelijk was een Registered Jack bedoeld voor telefoonaansluitingen, vandaar het eerste kabelpaar in het midden en het tweede kabelpaar daar omheen.
Zoals blijkt uit onderstaande tabel, zijn er twee verschillende manieren om de geleiders aan de connectors aan te sluiten: EIA/TIA-568A en EIA/TIA-568B. In beide gevallen is de verbinding een-op-een: pin 1 aan de ene kant verbindt met pin 1 aan de andere kant en zo ook voor de andere pinnen. Voor een normale netwerkverbinding (van computer naar hub of switch) gebruikt men dezelfde bedrading aan beide kanten van de kabel. Voor een zogenoemde crossoverkabel (om twee identieke apparaten, van computer naar computer of van switch naar switch, te koppelen) gebruikt men aan de ene kant 568A en aan de andere kant 568B. Moderne netwerkapparatuur detecteert zelf wat voor kabel er is aangesloten, en in dat geval is een cross cable niet meer nodig. Dit heet Auto-MDIX.
Het bestaan van twee verschillende standaarden komt voort uit de Amerikaanse situatie, waar EIA/TIA de standaard 568A hadden vastgelegd, terwijl telefoonbedrijf AT&T een interne, bedrijfseigen standaard gebruikte: 258B. Die laatste is door EIA/TIA 568B genoemd. In de Verenigde Staten wordt om die reden vaak 568B gebruikt, terwijl in Europa 568A gebruikelijker is. Indien een netwerk op eenduidige manier ingericht moet worden, moet vooraf afgesproken worden welk van de twee standaarden gebruikt gaat worden.
Voor een netwerkverbinding op 100 Mb/s of minder zijn alleen de pennen 1, 2, 3 en 6 van belang, dus groen, wit/groen, oranje en wit/oranje. Voor ISDN gebruikt men een standaardkabel en worden alleen de pennen 3, 4, 5 en 6 gebruikt. In beide gevallen kan men dus volstaan met een vieraderige kabel, maar de meeste kabels hebben acht aders. Er bestaan hulpstukken waarmee het mogelijk is een achtaderige kabel te gebruiken voor twee netwerkverbindingen. Voor gigabit ethernet worden echter alle acht aders gebruikt.
|     | Kleur en nummer van aderpaar | Kleur en nummer van aderpaar |              |
| Pin | 568A                         | 568B                         | Vooraanzicht |
| --- | ---------------------------- | ---------------------------- | ------------ |
| 1   | wit/groen (3)                | wit/oranje (2)               |              |
| 2   | groen (3)                    | oranje (2)                   |              |
| 3   | wit/oranje (2)               | wit/groen (3)                |              |
| 4   | blauw (1)                    | blauw (1)                    |              |
| 5   | wit/blauw (1)                | wit/blauw (1)                |              |
| 6   | oranje (2)                   | groen (3)                    |              |
| 7   | wit/bruin (4)                | wit/bruin (4)                |              |
| 8   | bruin (4)                    | bruin (4)                    |              |